# Liste des préfets actuels des régions albanaises
 (août 2023).
Cette page dresse la liste des préfets actuels des 12 préfectures de l’Albanie.

## Préfets
| Préfecture  | Nom                | Depuis (le)       |
| ----------- | ------------------ | ----------------- |
| Berat       | Petrit Sinaj       | Septembre 2011    |
| Dibër       | Naim Gazidede      | ...               |
| Durrës      | Eglantina Begteshi | 22 septembre 2011 |
| Elbasan     | Eugen Isaj         | ...               |
| Fier        | Vangjel Ndreka     | ...               |
| Gjirokastër | Sulo Muçobega      | ...               |
| Korçë       | Gëzim Demçolli     | ...               |
| Kukës       | Ibsen Elezi        | ...               |
| Lezhë       | Pashk Gjoni        | ...               |
| Shkodër     | Maxhid Cungu       | ...               |
| Tiranë      | Tahsim Mema        | ...               |
| Vlorë       | Ylli Piro          | .../2011          |